# Jadwiga Sadowska (bibliotekoznawca)
Jadwiga Zofia Sadowska (ur. 23 stycznia 1952 w Starym Kaczkowie) – polska bibliotekoznawczyni, doktor habilitowana w zakresie bibliologii. Pracowniczka Biblioteki Narodowej. Nauczycielka akademicka na Uniwersytecie Wrocławskim oraz Uniwersytecie w Białymstoku i profesor nadzwyczajna tychże. 

## Życiorys
Urodziła się i wychowała we wsi Stare Kaczkowo. Po ukończeniu Liceum Ogólnokształcącego im. Władysława Orkana w Sadownem studiowała w latach 1969–1974 polonistykę na Uniwersytecie Warszawskim, specjalizując się w językoznawstwie. W latach 1978–1981 była słuchaczką Studium Doktoranckiego Podstaw Systemów Informacyjnych na Wydziale Neofilologii UW. W 1984 r. otrzymała stopień doktora nauk humanistycznych, przedstawiając rozprawę pt. Określniki w systemie języka haseł przedmiotowych: aspekty semantyczno-syntaktyczne (promotor: prof. Bożenna Bojar).
Habilitację uzyskała na Uniwersytecie Wrocławskim w 2004 na podstawie oceny dorobku naukowego oraz monografii Język haseł przedmiotowych Biblioteki Narodowej: studium analityczno-porównawcze. Od 1979 bibliotekarka dyplomowana. 
W latach 1974–2007 pracowała w Bibliotece Narodowej: w Zakładzie Katalogów Rzeczowych (1974–1983), w Dziale Przetwarzania Danych na stanowisku specjalisty ds. języków informacyjnych (1983–1989), w Instytucie Książki i Czytelnictwa w Zakładzie Bibliotekoznawstwa jako kierowniczka Sekcji Metodyki i Organizacji Pracy Bibliotekarskiej (1989–1993), w Instytucie Bibliograficznym, którym kierowała w latach 1993–2007; równocześnie w okresie 1994–1998 pełniła obowiązki zastępcy dyrektora Biblioteki Narodowej ds. bibliografii i automatyzacji.
Od 2005 do 2012 była zatrudniona jako profesor nadzwyczajna w Instytucie Informacji Naukowej i Bibliotekoznawstwa Uniwersytetu Wrocławskiego, a w latach 2008–2017 w Instytucie Filologii Polskiej Uniwersytetu w Białymstoku, gdzie kierowała Zakładem Informacji Naukowej i Bibliotekoznawstwa w Instytucie Filologii Polskiej oraz podyplomowymi studiami z zakresu informacji i bibliotekarstwa (2008–2016).
Zaangażowana w promowanie lokalnej historii. Była redaktorką naczelną publikacji dotyczących gminy Brok, powiatu ostrowskiego i ziemi nurskiej.

## Dorobek naukowy
Jest autorką ponad 300 publikacji (artykułów, biogramów, haseł encyklopedycznych, książek, recenzji i rozdziałów) z zakresu języka haseł przedmiotowych, języków i systemów informacyjno-wyszukiwawczych, opracowania treściowego (rzeczowego) dokumentów, bibliografii, automatyzacji procesów biblioteczno-bibliograficznych, statystyki wydawniczej, dokumentacji prasoznawczej, cenzury, historii lokalnej.

## Funkcje społeczne
- Członkini Zarządu Głównego Stowarzyszenia Bibliotekarzy Polskich (2005–2009)[5],

- Przewodnicząca Komisji Nagrody Naukowej SBP im. Adama Łysakowskiego (od 2001)[5],
- Zespół Historyczno-Pamiętnikarski Oddziału SBP w Warszawie Członkini Kolegium Redakcyjnego (od 2015)[2].

## Wybrane publikacje (chronologicznie)
- - Instrukcja tematowania i katalogu przedmiotowego, Warszawa: SBP, BN 1990. ISBN 83-900042-5-9
  - Języki informacyjno-wyszukiwawcze. Katalogi rzeczowe. Warszawa: CUKB 1991 (współautor T. Turowska). ISBN 83-00-03315-7
  - Hasła przedmiotowe w teorii Adama Łysakowskiego i praktyce „Przewodnika Bibliograficznego”. Warszawa: BN 2000. ISBN 83-7009-288-8
  - Język haseł przedmiotowych Biblioteki Narodowej: poradnik. Warszawa: BN 2001.ISBN 83-7009-340-X
  - Język haseł przedmiotowych Biblioteki Narodowej: studium analityczno-porównawcze. Warszawa: BN 2003. ISBN 83-7009-498-8
  - Instytut Bibliograficzny w przededniu 80-lecia, „Przegląd Biblioteczny” 2007, z. 4, s. 568-596
  - Polska bibliografia regionalna z perspektywy półwiecza. Koncepcje i realia, „Przegląd Biblioteczny” 2011, z. 4, s. 449-465
  - Książki i czasopisma w Polsce świetle liczb (1990-2010), Białystok: Książnica Podlaska 2013. ISBN 978-83-63470-06-7
  - Prasa regionalna i lokalna na terenie województwa podlaskiego w latach 1989-2010. Szkice i materiały. Pod red. Jadwigi Sadowskiej i Katarzyny Sawickiej-Mierzyńskiej, Białystok: Wydawnictwo UwB, 2013. ISBN 978-83-7431-376-6
  - Ślady cenzury w „Przewodniku Bibliograficznym”. Druki do użytku służbowego i wewnętrznego (1944-1988), „Przegląd Biblioteczny” 2013, z. 3, s. 289-298
  - Prasa na terenie województwa podlaskiego w latach 1944-2012. Szkice i materiały. Pod red. Jadwigi Sadowskiej i Katarzyny Sawickiej-Mierzyńskiej. Białystok: Wydawnictwo UwB, 2014. ISBN 978-83-7431-421-3
  - Dokąd zmierza bibliografia w „erze cyfrowej”. W: Teoretyczne zagadnienia bibliologii i informatologii: studia i szkice, pod red. Elżbiety Gondek. Katowice: Wydawnictwo UŚ 2015, s. 89-114. ISBN 978-83-8012-365-6
  - Bibliografia zalecająca w Polsce. „Przegląd Biblioteczny” 2016, z. 2, s. 177-195
  - Mieszkańcy Kaczkowa Starego i Nowego w parafii Brok (od połowy XVIII do połowy XX wieku), wyd. 2 poprawione i uzupełnione. Warszawa: wydanie nakładem własnym 2016. ISBN 978-83-940287-1-8 [współpraca Zofia Sadowska]
  - Jednodniówki na terenie województwa białostockiego i województw wschodnich (nowogródzkie, poleskie, wileńskie, wołyńskie) II Rzeczypospolitej. Białystok: Wydawnictwo UwB, 2017 [współautor Katarzyna Zimnoch]. ISBN 978-83-7431-529-6
  - Z problemów urzędowej rejestracji druków w II Rzeczypospolitej. Egzemplarz obowiązkowy, bibliografia narodowa, statystyka wydawnicza, „Roczniki Biblioteczne” 2017, s. 191-206
  - Wojna 1939-1945 we wspomnieniach mieszkańców Ostrowi Mazowieckiej i okolic. Pod red. Jadwigi Sadowskiej i Aliny Wierzbickiej. Ostrów Mazowiecka: Miejska Biblioteka Publiczna im. Marii Dąbrowskiej w Ostrowi Mazowieckiej 2019. ISBN 978-83-910386-3-5
  - Udział wydawców niezawodowych (tzw. nieprofesjonalnych) w rozwoju rynku wydawniczego w PRL w świetle statystyki. W: Regionalne środowiska literackie i oficyny wydawnicze w polityce władz Polski Ludowej w latach 1956-1989. Pod red. Eveliny Kristanovej. Szczecin – Warszawa: IPN, 2020, s. 105-136. ISBN 978-83-8229-021-9
  - Patriotyzm jako czynnik sprawczy prac bibliograficznych w Polsce XVII - XX wieku. W: Książki mają swoją historię. Studia ofiarowane Profesor Barbarze Bieńkowskiej, pod red. naukową Jacka Puchalskiego [et all.]. Warszawa: Wydawnictwo Naukowe i Edukacyjne SBP, 2021, s. 162-175 ISBN 978-83-65741-67-7
  - Polska retrospektywna bibliografia narodowa jako szczególne dziedzictwo bibliograficzne. „Przegląd Biblioteczny” 2021, z. 1, s. 5-22[4].
  - Brok nad Bugiem. W stulecie odzyskania praw miejskich. Pod red. Jadwigi Sadowskiej. Brok: Urząd Gminy Brok 2022 ISBN 978-83-965377-0-6.
  - Z historii życia codziennego, oświaty i kultury na ziemi ostrowskiej. Pod red. Jerzego Madzelana i Jadwigi Sadowskiej. Ostrów Mazowiecka: Miejska Biblioteka Publiczna im. Marii Dąbrowskiej w Ostrowi Mazowieckiej 2024. ISBN 978-83-970344-1-9
  - Mieszkańcy Kaczkowa Starego i Nowego w parafii Brok (od połowy XVIII do połowy XX wieku). Warszawa: wydanie nakładem własnym 2024. ISBN 978-83-940287-2-5